# Julija Szewczuk
Julija Wołodymyriwna Szewczuk, ukr. Юлія Володимирівна Шевчук (ur. 25 czerwca 1998 w Kiwercach, w obwodzie wołyńskim, Ukraina) – ukraińska piłkarka, grająca na pozycji pomocnika w klubie Ankara BB Fomget GS, reprezentantka Ukrainy.

## Kariera piłkarska

### Kariera klubowa
Wychowanka klubu Oswita-Wołynianka w Maniewiczach. Karierę piłkarską rozpoczęła w 2014 w drużynie Rodyna-Licej Kostopol. W 2016 roku otrzymała zaproszenie do ówczesnej najlepszej ukraińskiej drużyny Żytłobud-1 Charków. Na początku 2022 roku po inwazji Rosji na Ukrainę wyjechała do Turcji, gdzie została zawodniczką Ankara BB Fomget GS.

### Kariera reprezentacyjna
Od 2016 roku broniła barw juniorskiej reprezentacji Ukrainy U-17. Potem występowała w U-19. 19 października 2016 roku zadebiutowała w narodowej kadrze w przegranym 0:4 meczu towarzyskim z Węgierkami.

## Sukcesy i odznaczenia

### Sukcesy piłkarskie
Żytłobud-1 Charków
- mistrz Ukrainy (3): 2017/18, 2018/19, 2020/21
- wicemistrz Ukrainy (2): 2016, 2017
- zdobywca Pucharu Ukrainy (3): 2016, 2017/18, 2018/19
- finalistka Pucharu Ukrainy (1): 2020/21